# Chaos Chaos
Chaos Chaos est un groupe de rock indépendant et de synthpop américain basé à Brooklyn à New York.
Le groupe a été formé à Seattle sous le nom de Smoosh en 2000 et a adopté son nom actuel en 2012. Le groupe est composé de deux sœurs qui ont fondé le groupe, encore enfant : la chanteuse/claviériste Asya "Asy" Saavedra, née le 2 février 1992, et la batteuse Chloe Saavedra, née le 5 mars 1994.
Elles ont sorti trois albums sous le nom de Smoosh puis deux EP, S et Committed to the Crime, plusieurs singles et un quatrième album éponyme sous le nom de Chaos Chaos.

## Histoire

### Smoosh: 2000–2012

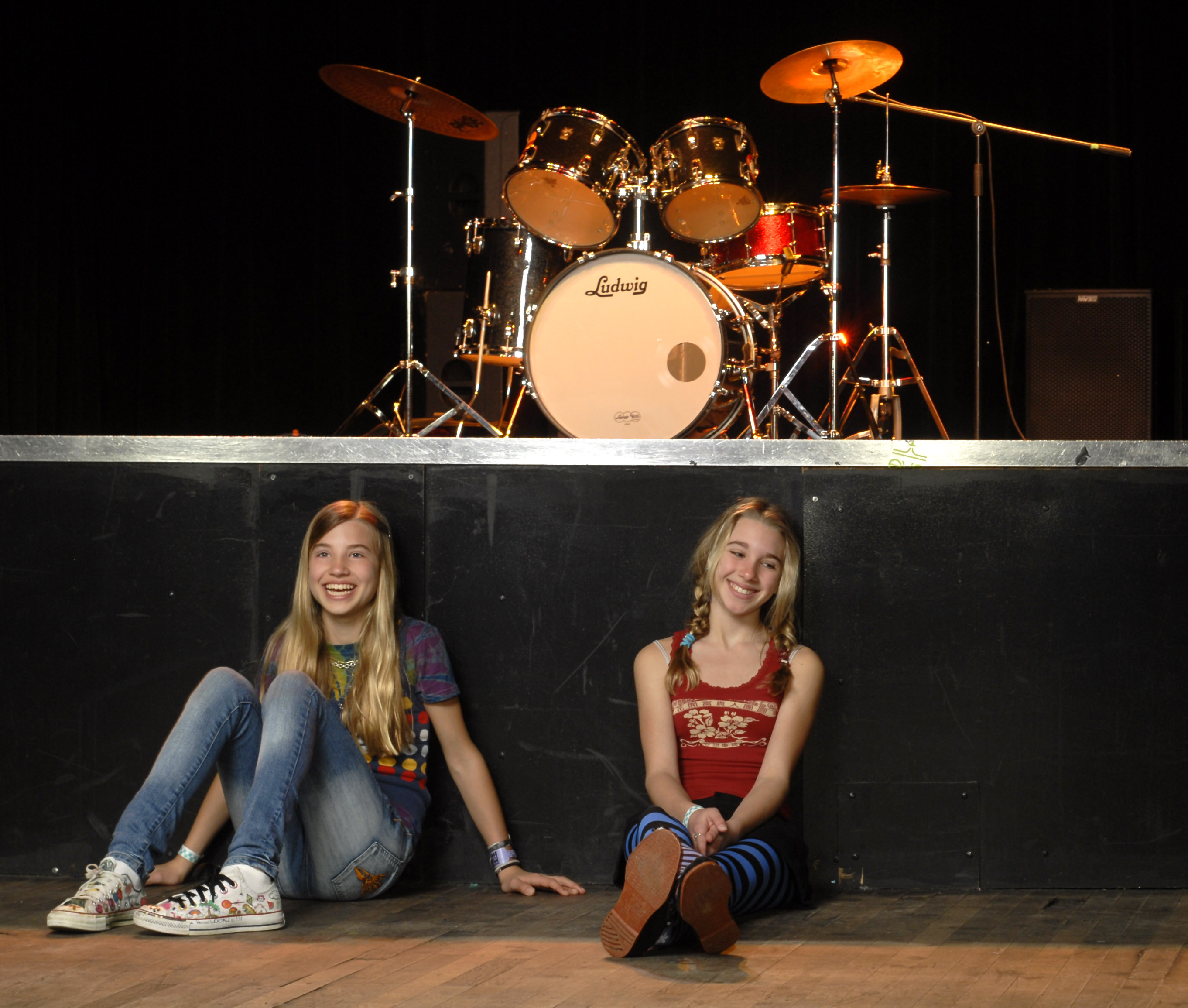
Une première photo publicitaire de Smoosh, 2006 ou antérieure

Les critiques ont comparé le son du groupe à celui de Tori Amos et de PJ Harvey, la reception du jeune groupe étant globalement positive,,. Smoosh a effectué la première partie de nombreux groupes de premier plan, notamment Pearl Jam, Death Cab for Cutie, Sleater-Kinney, The Presidents of the United States of America, Jimmy Eat World, Cat Power  (qui a également repris leur chanson "Rad"), Nada Surf, Sufjan Stevens ou The Go! Team.
En juin 2010, Smoosh publie son troisième album, Withershins (précédemment intitulé The World's Not Bad).

### Chaos Chaos: 2012 – présent

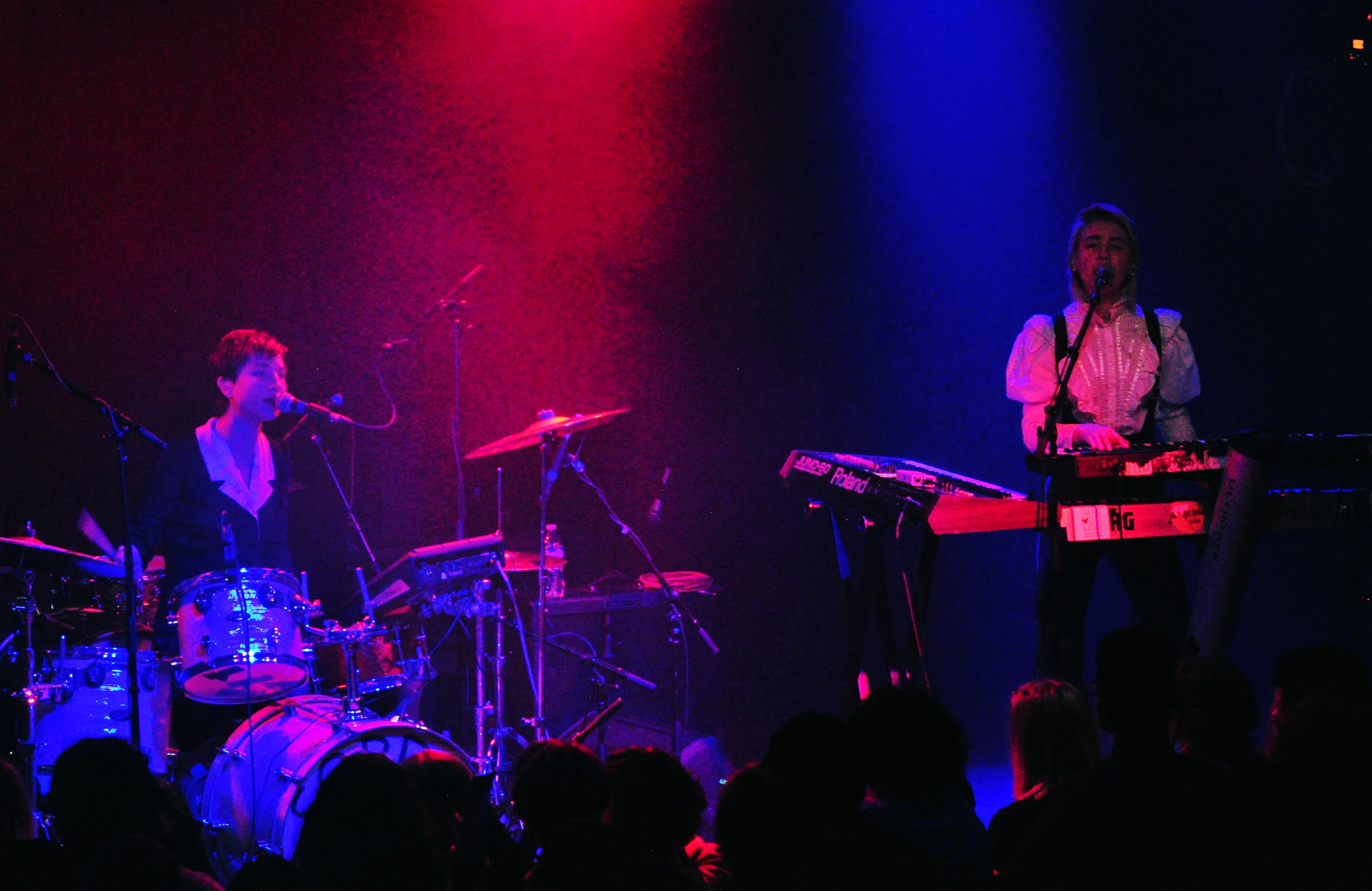
Chaos Chaos se produisant à Seattle en 2017.

En 2012, les sœurs Saavedras changent le nom du groupe en Chaos Chaos, abandonnant le nom "Smoosh", ce terme étant devenu associé à Nicole "Snooki" Polizzi à la suite d'un épisode de South Park. Leur nouveau nom est dérivé du nom scientifique d'une espèce d'amibe, qu'ils comparent à leur musique, car elle est "simple mais en constante évolution",.
Chaos Chaos publie un EP, S, le 16 octobre 2012. Le 7 octobre 2014, Chaos Chaos publie un autre EP, intitulé Committed to the Crime . Un de ses morceaux, "Do You Feel It?", fait partie de la bande son du deuxième épisode de la saison Rick et Morty, "Auto Erotic Assimilation".
Le 27 août 2017, le duo a publié le single " Terryfold ", qui contient les voix de Rick et Morty, c'est-à-dire celle du créateur de la série, Justin Roiland, fan de longue date du groupe. La chanson devient le premier single du groupe présents dans les charts, faisant ses débuts à la 33e place Billboard Hot Rock Songs en septembre 2017.

## Membres
Actuels
- Asya "Asy" Saavedra   - chant, claviers
- Chloe Saavedra   - chœurs, batterie, percussions

Anciens
- Maia Saavedra   - chœurs, guitare basse, harpejji

## Galerie

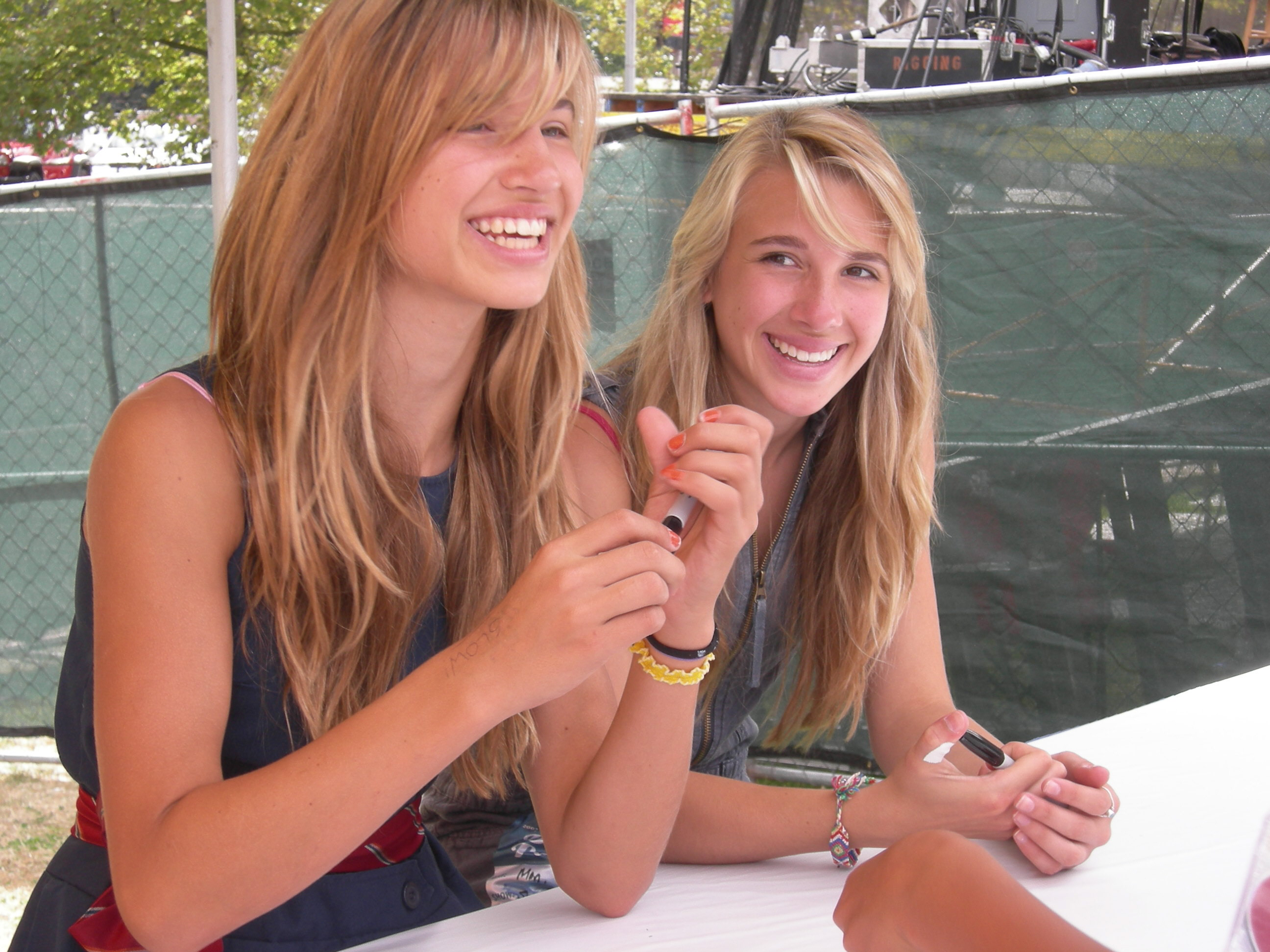
Chloe et Asya, 2007
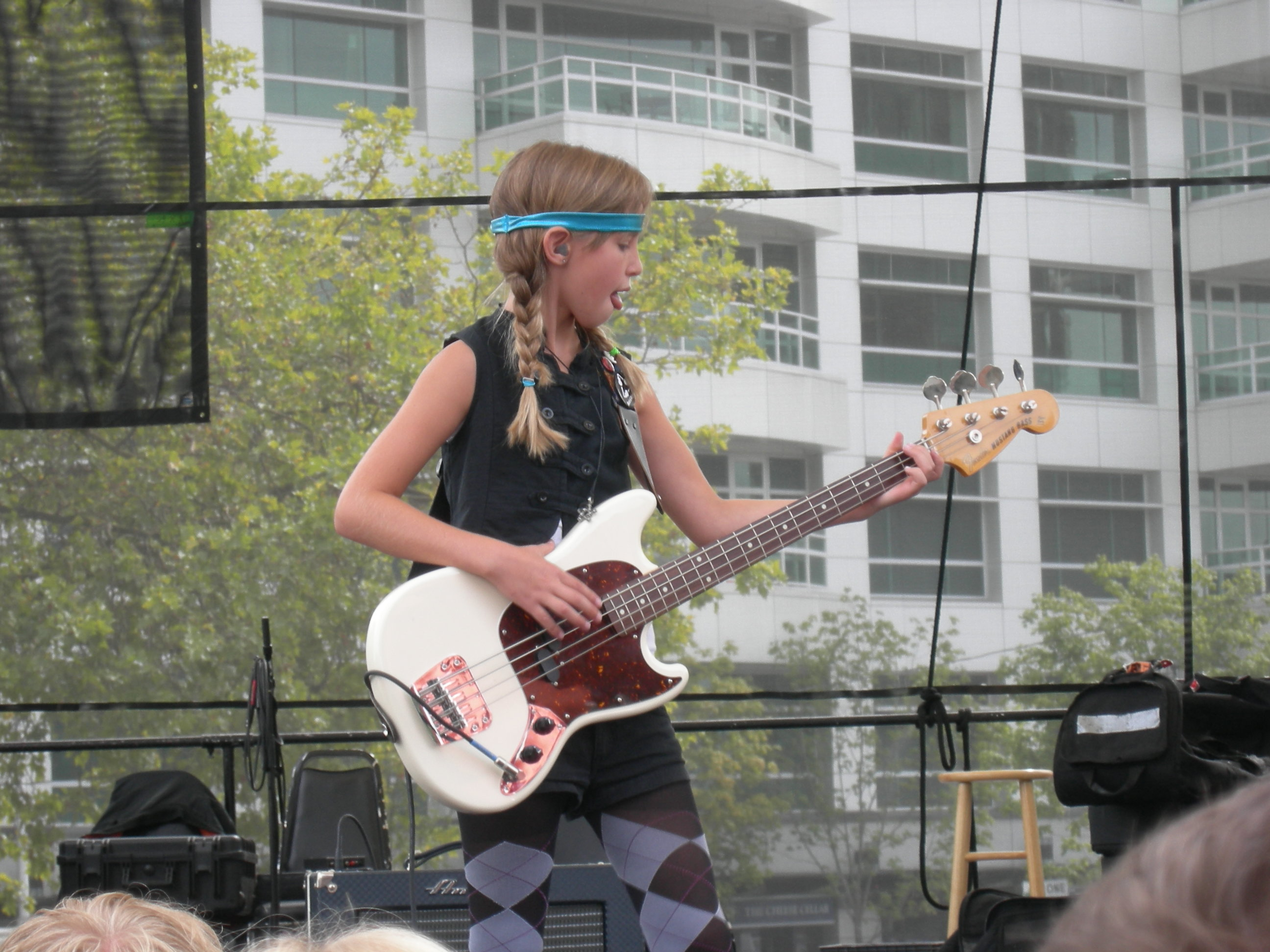
Maia, 2007
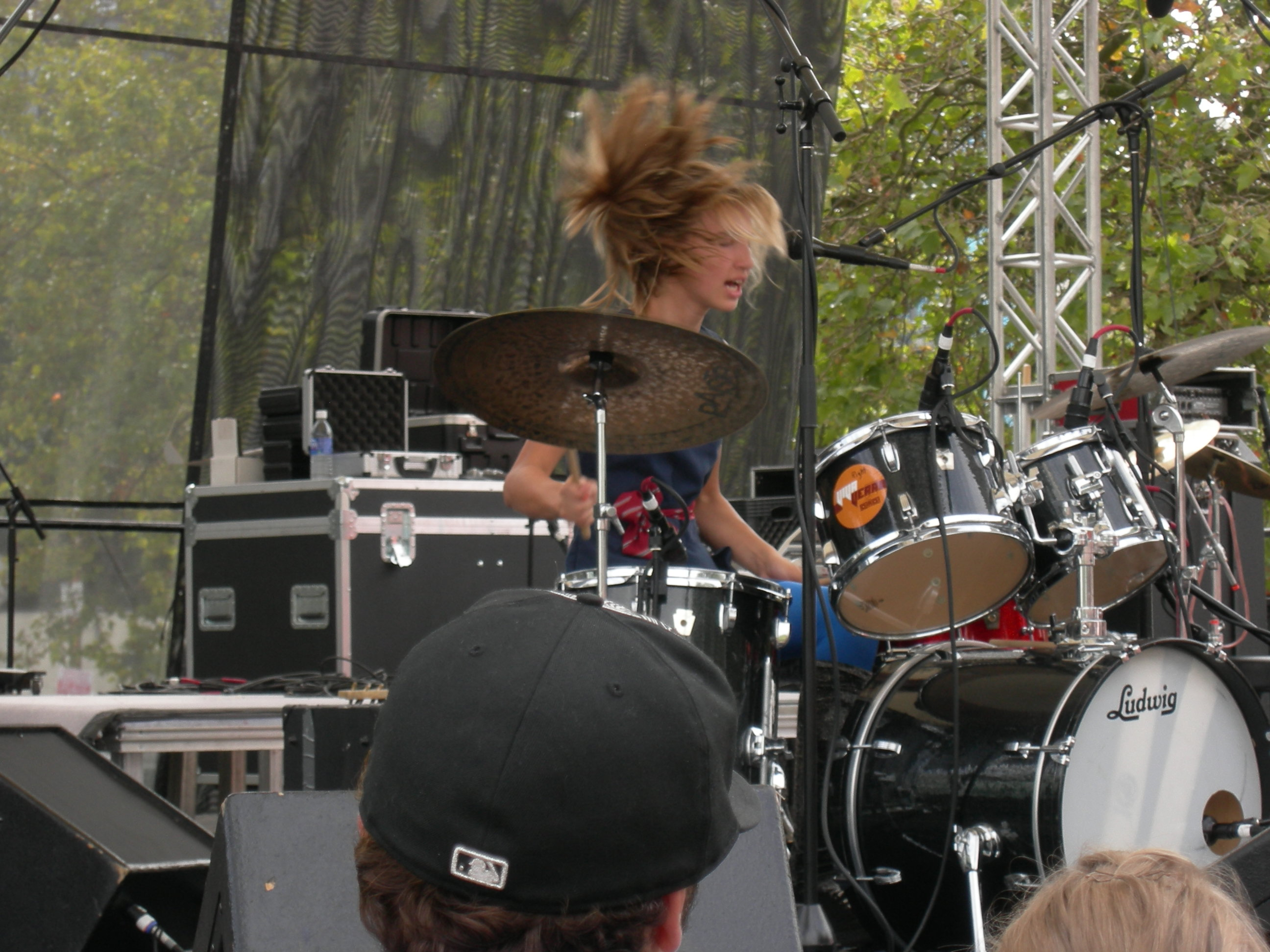
Chloé, 2006
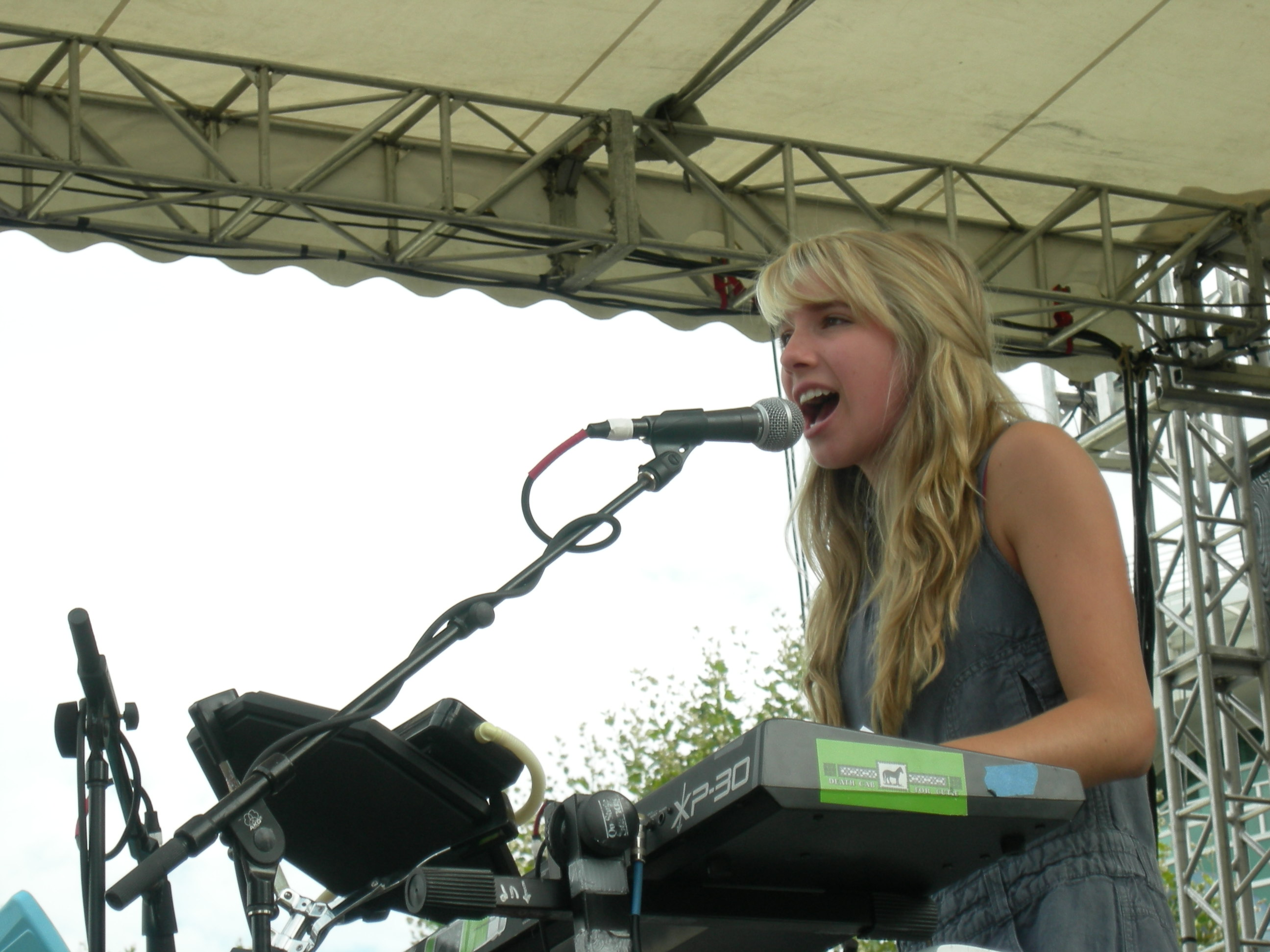
Asya, 2007